# Heerlekapel

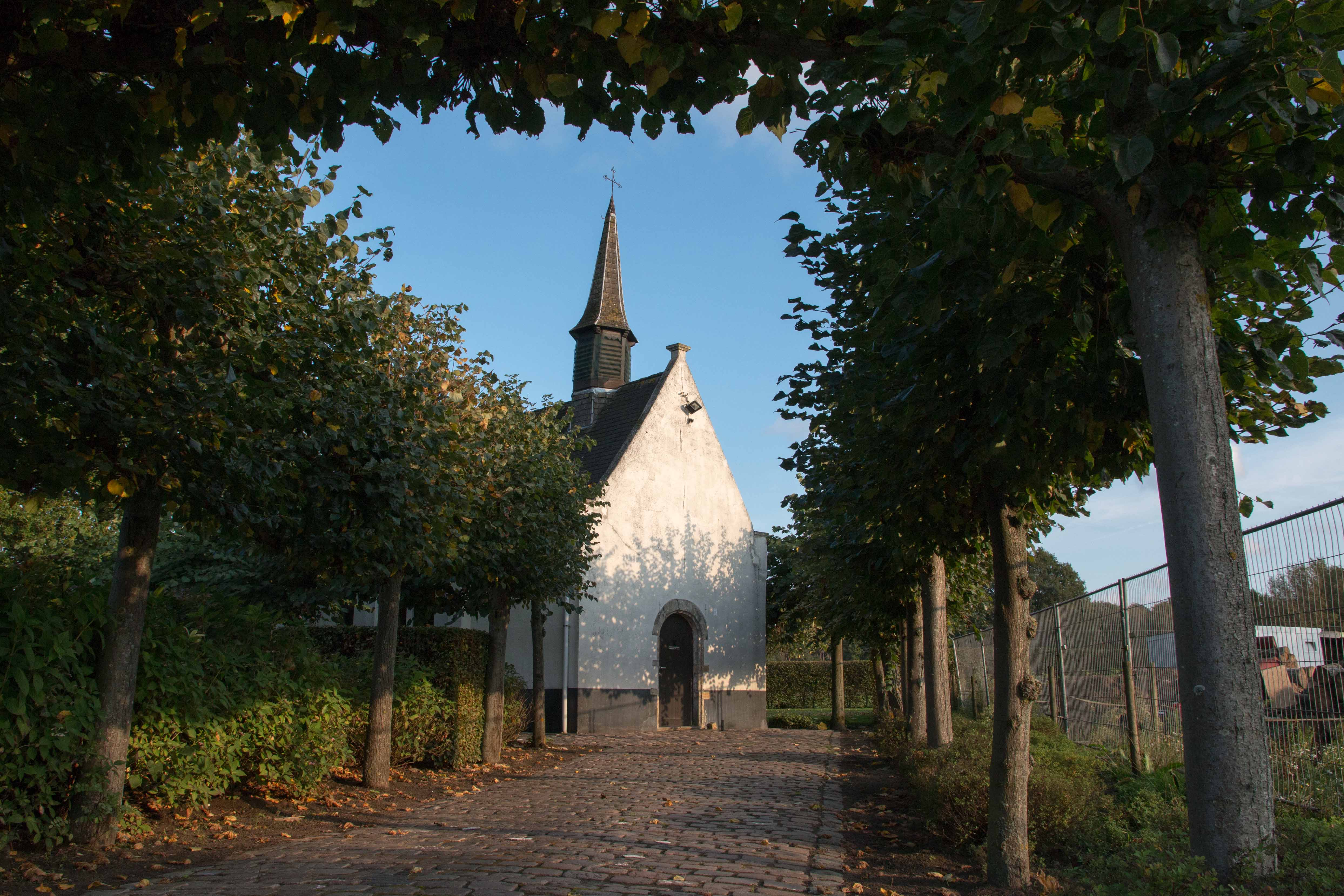
Heerlekapel

De Heerlekapel is een kapel in de tot de Antwerpse gemeente Lille behorende plaats Poederlee, gelegen aan Heerle.

## Geschiedenis
In 1572 bestond hier een lemen kapel maar deze brandde af in 1622 en werd in 1625 weer opgebouwd. De huidige kapel werd gebouwd in 1663-1664 in opdracht van de familie Proost, heren van Lichtaart.
In 1985 werd een sacristie aangebouwd.

## Gebouw
Het betreft een georiënteerde bakstenen kapel op rechthoekige plattegrond. De kapel heeft een koor onder lessenaardak. Op het dak staat een zeskante dakruiter. De westgevel is een tuitgevel met als ingang een korfboogdeur.